# Assebroekse Meersen
De Assebroekse Meersen is een natuurgebied in de Belgische stad Brugge ten zuiden van de wijk Ver-Assebroek. Het 420 ha grote gebied wordt beheerd door het Agentschap voor Natuur en Bos. De meersen vormen een geheel van laaggelegen vochtige weiden en hooilanden, omringd door rijen knotwilgen en populieren.
Tot rond de Tweede Wereldoorlog kwam het gebied regelmatig onder water. Wie er hooide liep het risico zijn hooi te zien wegdrijven. Op Sint-Pietersdag (29 juni) verpachtte de eigenaar bij opbod perceeltjes weiland aan boeren uit de omgeving, die er tijdens de zomer enkele stuks vee konden laten op grazen.

## Afbeeldingen

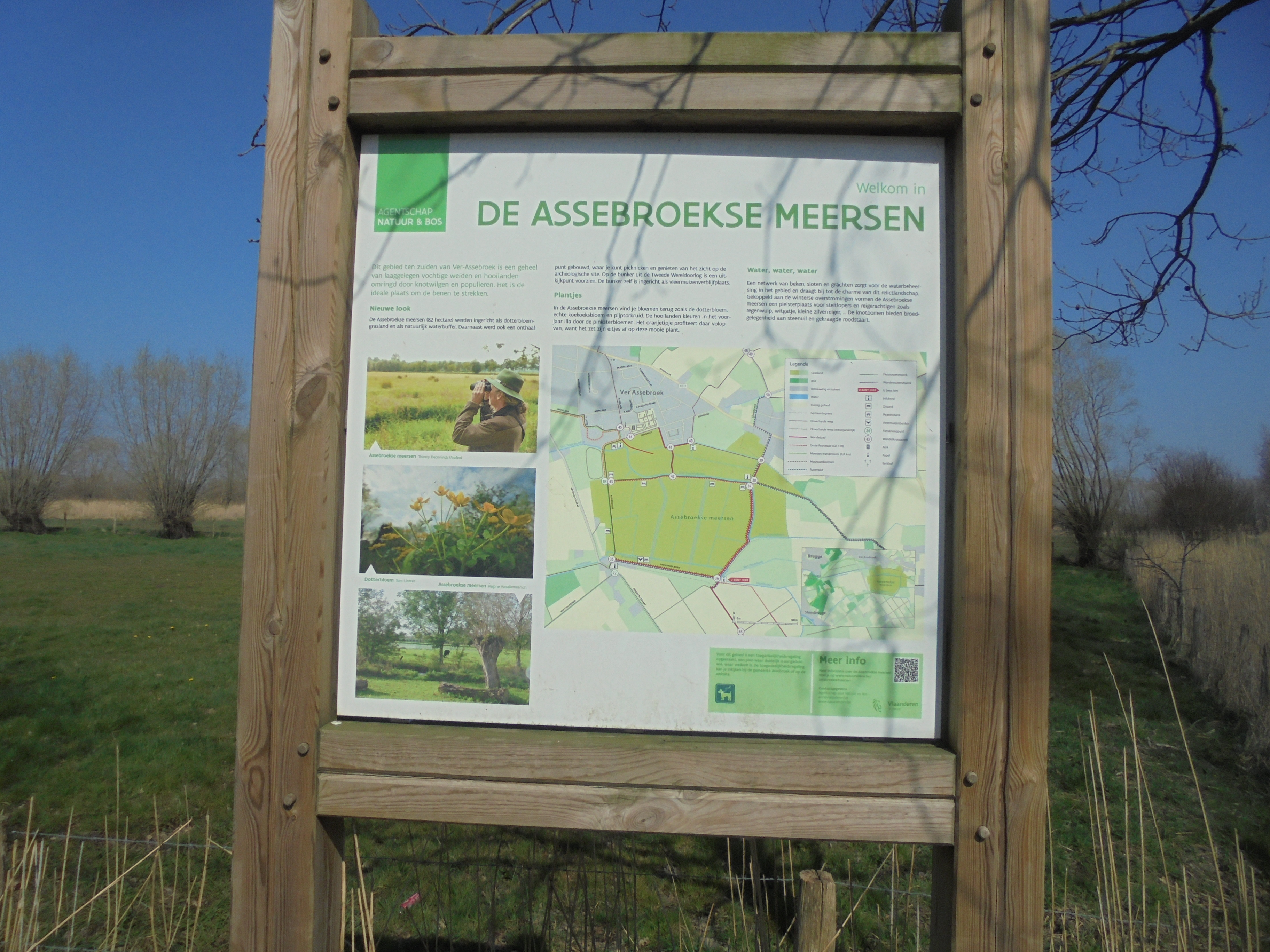
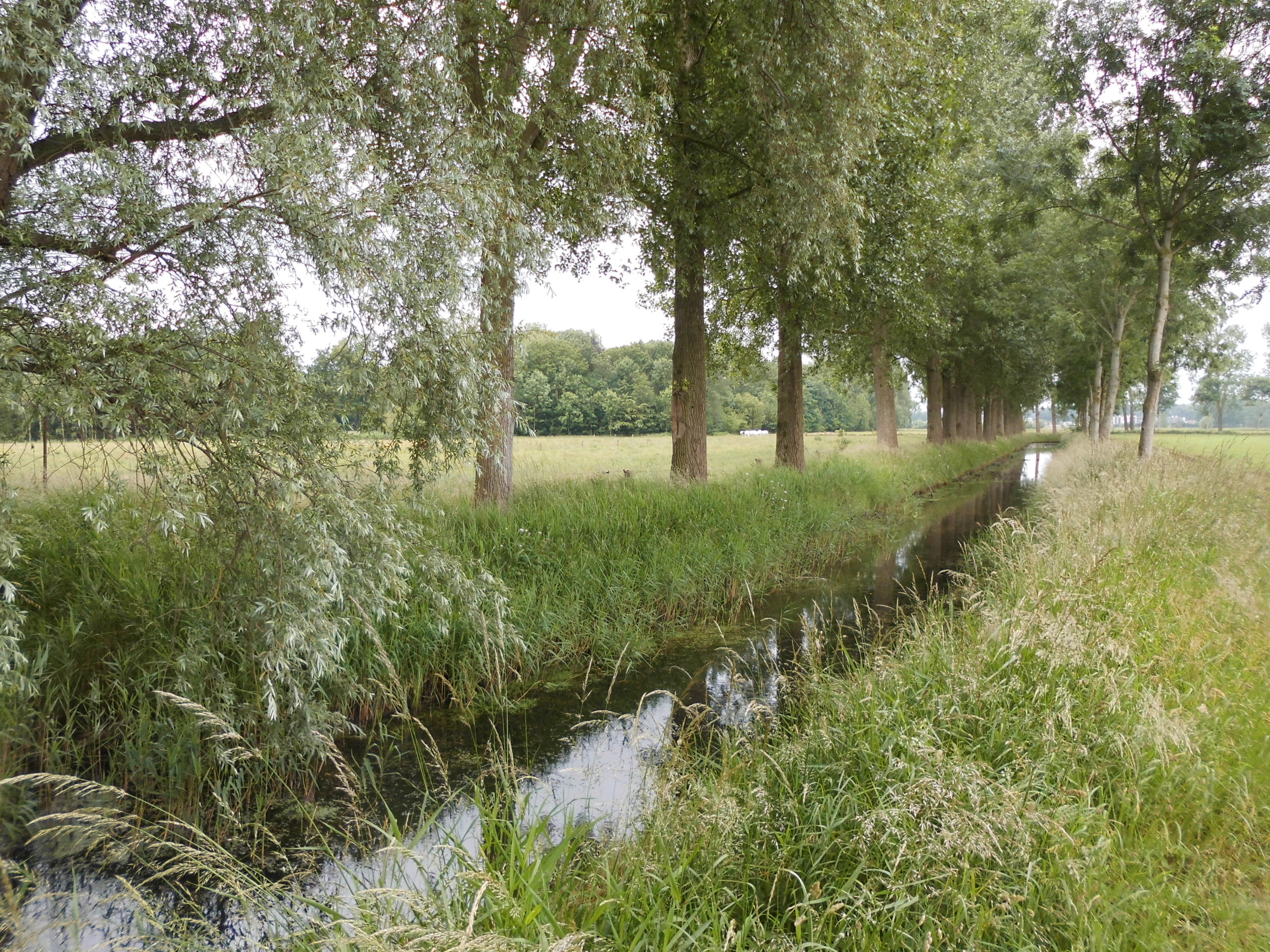
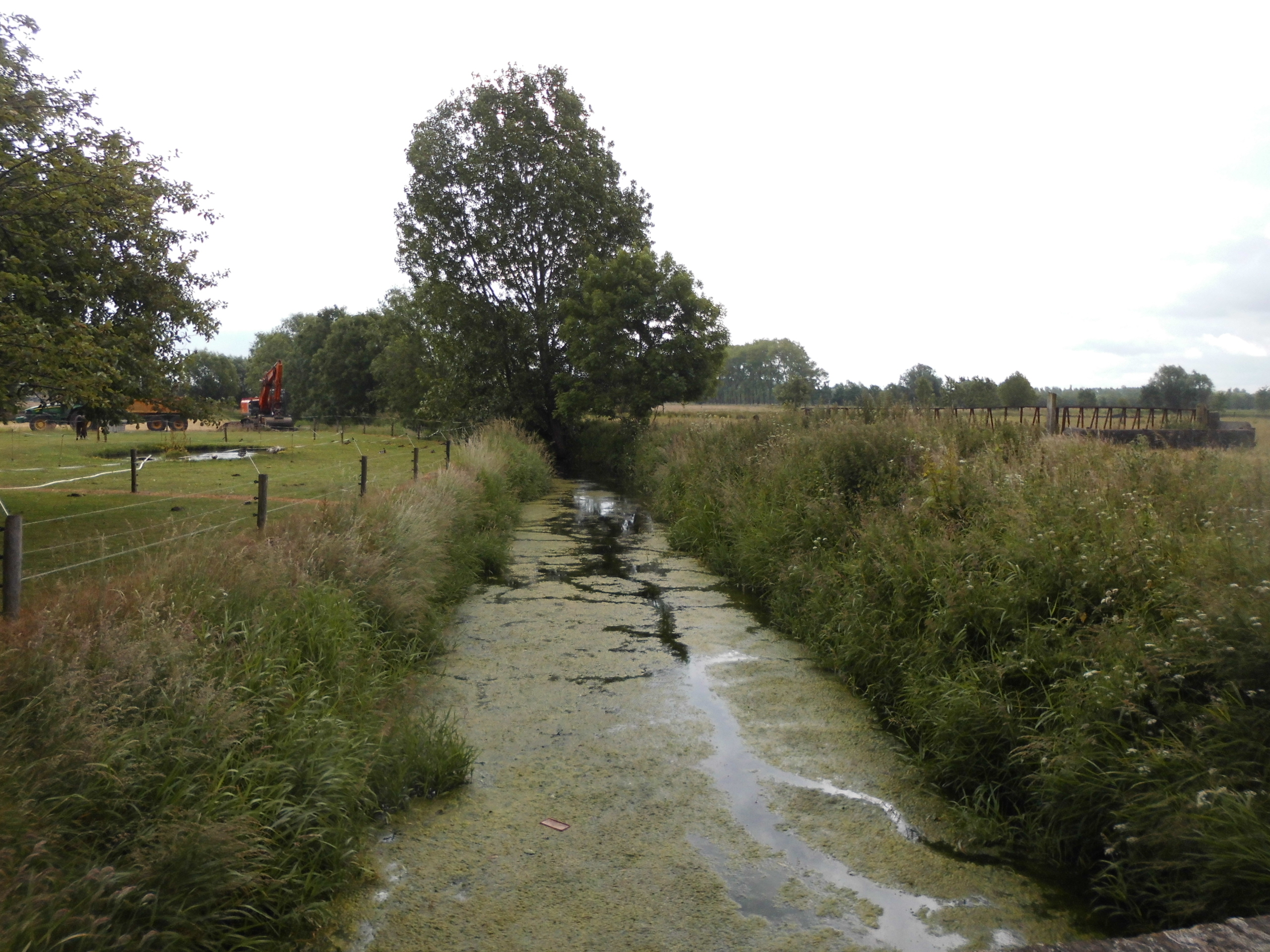
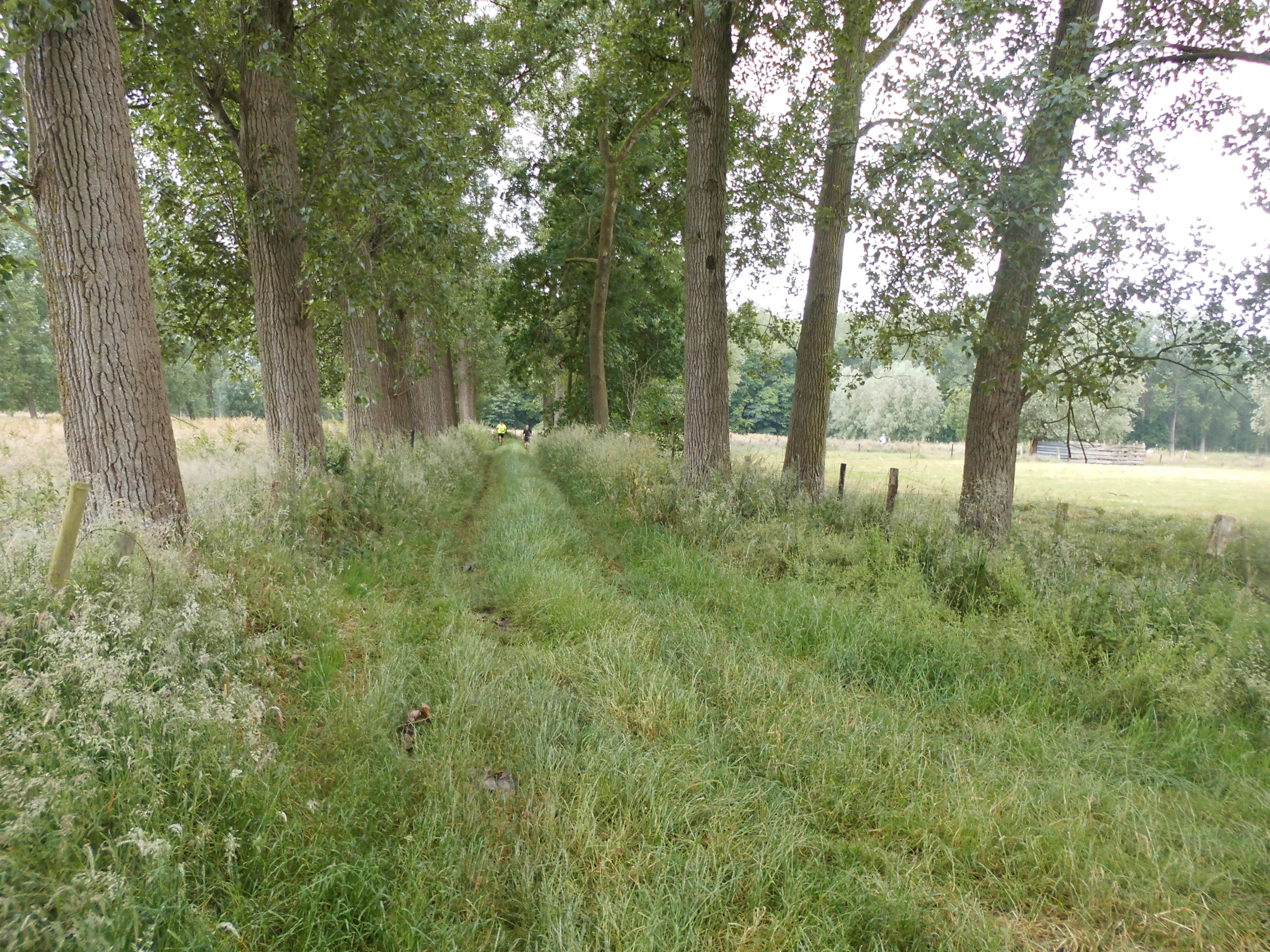
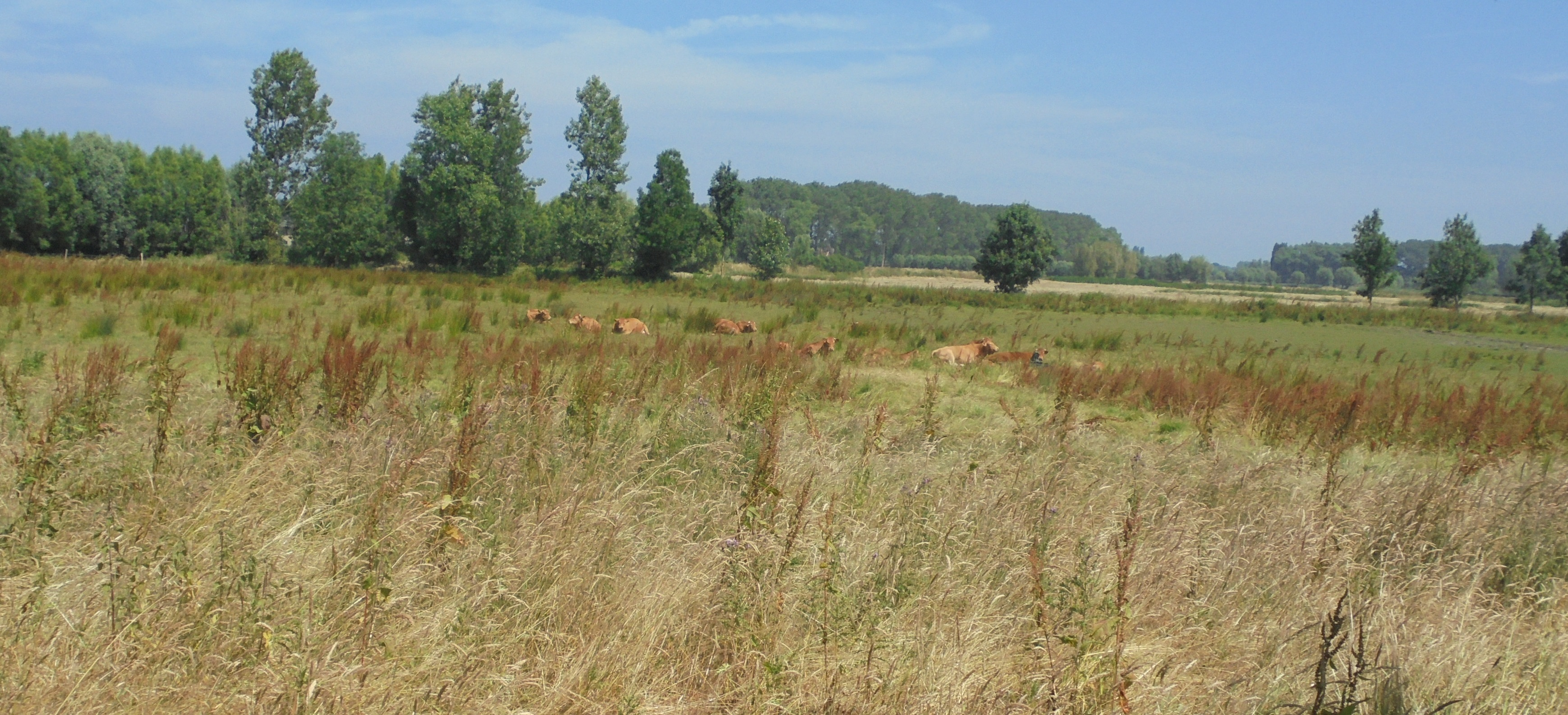